# Terahertzstrahlung
Die Terahertzstrahlung, auch Submillimeterwellen genannt, ist eine elektromagnetische Welle, die im elektromagnetischen Spektrum zwischen der Infrarotstrahlung und den Mikrowellen liegt.

Einordnung der Terahertzstrahlung im elektromagnetischen Spektrum zwischen Infrarot und Mikrowellen.
Die Bildsymbole von links nach rechts:
Radioaktive Strahlung, Röntgenstrahlung, UV-Strahlung, sichtbares Licht, Infrarot, Mikrowellen, Radiowellen.

Bei einer Wellenlänge kleiner als 1 mm (= 1000 µm) liegt ihr Frequenzbereich dementsprechend oberhalb 300 GHz. Die Grenzen sind nicht einheitlich definiert und liegen bei 0,3 THz bis
6 THz, 10 THz und 30 THz.
Der Bereich der Terahertzstrahlung wird manchmal auch dem fernen Infrarot zugeordnet. Terahertzstrahlung liegt in dem Bereich, den Überlagerungsempfänger fast nicht mehr, optische Sensoren aber noch nicht abdecken, und ist deswegen Gegenstand intensiver Anwendungsentwicklungen geworden.

## Eigenschaften
Da die Terahertzstrahlung lange kaum zu erzeugen war, sprach man auch von der Terahertz-Lücke im elektromagnetischen Spektrum. Diese Lücke befand sich zwischen dem Frequenzbereich, den die Mikrowellentechnik erschloss und dem Infrarotfrequenzbereich. Das Hauptproblem der Nutzung des Terahertz-Frequenzbereichs war die Herstellung von Sendern und Empfängern. Kompakte Sender mit ausreichender Ausgangsleistung sind bislang aufgrund geringer Stückzahlen sehr teuer. Auch die Empfängertechnik bedarf weiterer Entwicklung, um schwächere Signale erkennen zu können. Der Nachweis breitbandiger gepulster Terahertzstrahlung erfolgt beispielsweise im Pump-Probe-Aufbau mit photoleitenden Antennen oder unter Ausnutzung des elektrooptischen Pockels-Effekts. Mit Bolometern oder mit Golay-Zellen wird kontinuierliche Terahertzstrahlung nachgewiesen.
Terahertzstrahlung durchdringt viele dielektrische Materialien, beispielsweise Papier, Kleidung oder Kunststoff sowie organisches Gewebe. Sie wirkt aufgrund der geringen Photonenenergie – im Bereich von wenigen Milli-Elektronenvolt – nicht ionisierend. In diesem Energiebereich liegen viele Molekülrotationen, was die Terahertzstrahlung für die Spektroskopie sehr interessant macht, um spezifische Stoffe nachzuweisen. Wasser und andere polare Stoffe absorbieren die Terahertzstrahlung und werden dadurch erwärmt. Terahertzstrahlung wird von Wasser stark abgeschwächt und von Metall reflektiert. Der Absorptionskoeffizient von Wasser bei 1 THz beträgt 230 cm−1.

## Technologie

### Kontinuierliche Terahertzstrahlung
Jeder Körper emittiert Wärmestrahlung, auch im Terahertzbereich. Da diese Strahlung inkohärent ist, muss ein solcher Sender als Rauschquelle betrachtet werden. Um die sehr geringe Rauschleistung, die Körper gemäß dem Planckschen Strahlungsgesetz aussenden, nachweisen zu können, setzt man hochempfindliche radiometrische Messgeräte ein. Radiometer können dabei ungekühlt als auch gekühlt (meist auf 4 K) aufgebaut werden. Bei gekühlten Radiometern wird meist auf supraleitende Mischerelemente wie Bolometer oder SIS-Mischer zurückgegriffen. Bei ungekühlten Radiometern können auch GaAs-Schottky-Dioden zum Einsatz kommen.
Zur Erzeugung kohärenter Terahertzstrahlung kommen verschiedene Sender in Frage. Eine Variante ist die Frequenzvervielfachung (meist mit GaAs-Schottky-Dioden), eine andere die Differenzfrequenzbildung zweier Lasersignale (beispielsweise von Distributed Feedback Lasern) an nichtlinearen Bauelementen, existieren Quantenkaskadenlaser, Molekülgaslaser, Freie-Elektronen-Laser, optisch-parametrische Oszillatoren und Rückwärtswellenoszillatoren. Wird ein hoher Frequenz-Durchstimmbereich benötigt, setzt man häufig Photomischer (Low-Temperature-Grown GaAs, Uni-travelling-Carrier Photodioden, n-i-pn-i-p-Übergitter-Photodioden, Photoleiter mit kurzer Ladungsträgerlebensdauer) ein, die die Differenzfrequenz zweier Laser in Wechselstrom umwandeln.
Dieser wird durch eine geeignete Antenne abgestrahlt. Der Vorteil ist die vergleichsweise einfache Durchstimmbarkeit der Laser und somit der Terahertz Frequenz, beispielsweise von < 100 GHz Frequenzdifferenz bis hin zu mehreren Terahertz in einem einzigen System.

### Gepulste Terahertzstrahlung
Ultrakurze Laserpulse mit einer Dauer von einigen bis einigen 100 Femtosekunden (1 fs = 10−15 s) können in Halbleitern oder nichtlinear optischen Materialien Terahertzpulse im Sub-Pikosekundenbereich (1 ps = 10−12 s) erzeugen. Diese Terahertzpulse bestehen aus nur ein bis zwei Zyklen der elektromagnetischen Schwingung. Durch elektrooptische Methoden oder halbleiterbasierte Photoleiter können sie auch zeitaufgelöst gemessen werden. Systeme dieser Bauart bezeichnet man als Terahertz-Zeitdomänen Spektroskopiesysteme (englisch: time domain spectroscopy, TDS). Die Zeitauflösung wird erreicht, in dem man einen durchstimmbaren Wegversatz, z. B. mit einem Verschiebetisch, zwischen Quellpuls und Detektionspuls erlaubt. Der Detektor (ein elektro-optischer Kristall oder ein Photoleiter mit einer Ladungsträgerdauer im Sub-ps-Bereich) erzeugt dann ein Signal, das proportional zur Faltung der Laserleistung und des Terahertz-Feldes ist. Da der Laserpuls i. d. R. zeitlich deutlich schärfer ist, kann man das Durchstimmen des Wegversatzes als „Abrastern“ des Terahertz-Feldes auffassen. Da moderne Verschiebetische problemlos eine Ortsauflösung Δs im Mikrometerbereich oder sogar darunter erlauben, sind Zeitauflösungen Δt=Δs/c im einstelligen Femtosekundenbereich möglich, wobei c die Lichtgeschwindigkeit ist.

## Anwendungen

### Spektroskopie
Terahertz-Spektroskopie untersucht Substanzen mit schwachen Bindungen, beispielsweise Wasserstoffbrückenbindungen, oder Bindungen mit schweren Bindungspartnern, beispielsweise kollektive Anregung von Atomverbänden, das sind Phononen in Kristallen.

### Zerstörungsfreie Werkstoffprüfung
Da viele Materialien wie Papier, Kunststoffe oder Keramiken für Terahertzstrahlung durchlässig sind, andere wie Metalle oder Wasser aber nicht, ergänzen Terahertzabbildungen andere Methoden wie optische oder Röntgenbilder. Zudem sind damit auch spektroskopische Informationen räumlich aufgelöst zu erhalten. Dadurch werden Defekte im Inneren eines Körpers sichtbar, ohne diesen zerstören zu müssen. Solche im medizinischen Bereich nicht-invasiv oder antidestruktiv genannten Methoden haben gegenüber Röntgenstrahlung den Vorteil, dass Terahertzstrahlung keine Erbgutschäden verursacht, die bei der ionisierend wirkenden Röntgenstrahlung unvermeidlich sind.

### Kommunikation
Drahtlose Kommunikation (vgl. Funknetz) arbeitet typischerweise bei Trägerfrequenzen im Mikrowellenbereich. WLANs oder Mobilfunk (LTE-Advanced) erreichen Übertragungsraten von einigen 100 Mbit/s – prinzipiell sind ca. 10 Gbit/s möglich. Das Frequenzspektrum bis 275 GHz ist stark reguliert. Es bietet zu wenig ungenutzte Bandbreite, um dem steigenden Bedarf (Verdopplung alle 18 Monate.) in Zukunft gerecht zu werden.

Durchlässigkeit der Atmosphäre für elektromagnetische Wellen

THz-Strahlung bietet sich an, weil Frequenzen zwischen 300 GHz und 1 THz bisher keiner Regulation unterliegen. Höhere Trägerfrequenzen können mit großen Bandbreiten (10…100 GHz) arbeiten und ermöglichen so Übertragungsraten mit mehr als 100 Gbit/s. Es wurde bereits Datenraten von 24 Gbit/s bei 300 GHz und 100 Gbit/s bei 237,5 GHz (auf 4 Kanälen) demonstriert. Die Überlagerungsempfangs-Technik ermöglicht die Nutzung verschiedener Trägerfrequenzen unterhalb 1 THz. Dies könnte kommerzielle Richtfunk-Verbindungen ermöglichen (für den Privatgebrauch sind diese Systeme derzeit zu groß und zu teuer).
Der Wasserdampf in der Atmosphäre absorbiert THz-Strahlen und begrenzt ihre Ausbreitung. Unterhalb von 1 THz kommen nur drei Frequenzfenster mit einer Dämpfung von unter 60 dB/km, für die Telekommunikation in Frage. Jenseits von 1 THz steigt die Absorption (von Wasserdampf und anderen Gasen) in der Atmosphäre zu stark an, um in diesen Bereich hohe Datenraten zu übertragen. Diese Einschränkung definiert mögliche Anwendungsbereiche.
Die Dämpfung in der Atmosphäre spielt bei Datenkommunikation in Innenräumen keine große Rolle. Der Bedarf an höheren Bandbreiten (u. a. für HD-Videos, Streaming) steigt ständig. Im Außenbereich sind die Anbindung von Haushalten an das Internet (letzte Meile) oder Backhaul-Links im Mobilfunkbereich denkbar. Eine weitere Möglichkeit ist die Kommunikation zwischen Satelliten oder eine satellitengestützte Internetverbindung für Flugzeuge. Die beschränkte Reichweite und die geringe Verbreitung von Empfängern mag die Technik in Hinsicht auf Abhörbarkeit für militärische Zwecke interessant machen.
Neben bisher (2020) fehlenden kompakten, leistungsfähigen und preiswerten Sendern und Empfängern sind für breite Anwendungen die besonderen Eigenschaften der Terahertzstrahlung von Belang. In Gebäuden spielen Reflexionen an Oberflächen und Mehrschicht-Systemen sowie Streuung eine größere Rolle als bei üblichen Wellenlängen. Die starke Richtwirkung, die bei gleichzeitig kleinen Antennen möglich ist, bringt Vor- und Nachteile mit sich.

### Sicherheitstechnik
Die Sicherheitskontrollen an Flughäfen wurden nach Zwischenfällen ab den 2000er Jahren verschärft und der Einsatz von auf Terahertzwellen basierenden Körperscannern verspricht, Kontrollen zu beschleunigen und zuverlässiger zu machen. Terahertzstrahlen durchdringen Kleidungsstücke und werden von der Haut reflektiert. Unter der Kleidung versteckte Waffen aus Metall, Keramik oder Plastik sind somit erkennbar. Die Auflösung ist hoch genug, um Gegenstände am Körper zu sehen.
Bei der Suche nach Sprengstoffen oder Drogen sind unbekannte Stoffe am Körper oder in Behältnissen oberhalb von 500 GHz mit typischen Absorptionsspektren nachweisbar. Bisher waren Messungen jedoch häufig lediglich unter (idealisierten) Laborbedingungen erfolgreich: Absorptionsmessungen fanden in Transmission (gutes Signal-Rausch-Verhältnis), an reinen Stoffproben oder bei niedrigen Temperaturen (schärfere Spektren) statt. Die Herausforderungen einer möglichen Umsetzung sind folgende: Ab 500 GHz absorbiert die Atmosphäre deutlich stärker, Kleidung ist zwar weitgehend transparent, aber an den Grenzflächen kommt es zu Reflexionen, in den Materialien kommt es zu Streuung. Bei mehreren Kleidungsschichten wird das Signal sehr schwach. Bei Stoffmischungen überlagern sich die Absorptionsspektren und die Identifikation wird erschwert. Die Oberflächenstruktur beeinflusst zusätzlich das Reflexionsverhalten. Deshalb äußern sich viele Wissenschaftler äußerst kritisch zu einer einfachen Umsetzung.
Neben Körperscannern gibt es weitere Anwendungen in der Sicherheitsbranche, deren Umsetzung realistisch scheint. Postsendungen könnten auf gefährliche oder verbotene Substanzen hin untersucht werden, Zusatzstoffe in Sprengstoffen könnten Rückschlüsse auf Herstellungsprozesse liefern und helfen, deren Herkunft zu ermitteln.
Medikamente könnten in der Verpackung auf Echtheit und Veränderung während der Lagerung überprüft werden.
Das größte Hindernis ist derzeit (2020) das Fehlen preiswerter, kompakter und durchstimmbarer THz-Quellen.

### Biologie und Medizin
Der große Brechungsindex von organischem Gewebe im THz-Spektrum erlaubt sehr kontrastreiche Aufnahmen. Dies kann konventionelle Aufnahmetechniken ergänzen. Die Strahlung ist nicht-ionisierend.
Entgegen früherer Erwartungen ist sie nicht gefahrlos für medizinische und biologische Anwendungen einsetzbar. Wird die Strahlung in eine Energieform umgewandelt, wird Gewebe beschädigt. Terahertzstrahlung erzeugt in Wasser Schockwellen. Bestrahlte man in Studien in Wasser gelöstes Aktin mit 80 µJ/cm², halbierte dies die Aktin-Menge. Aktin ist das wichtigste Eiweiß zur Stabilisierung des Zellgerüstes. Terahertzstrahlen stören die Bildung dieser Filamente.
Der Absorptionseffekt des Wassers begrenzt die Eindringtiefe auf 10 µm. Die Strahlung wird in mechanische Energie umgewandelt. Diese zerstört Aktinfilamente durch Druckwellen.
Auch Ganzkörperscanner (analog zu CT oder MRT) sind nicht möglich, da die Strahlung von der Haut absorbiert wird ohne den Körper zu durchdringen. Zur Diagnose ist die Technik bei nicht-invasivem Einsatz auf die Oberfläche beschränkt. Mittels endoskopischer Sonden kann die Oberfläche innerer Organe untersucht werden.
Erste Studien zeigen das Potenzial bei der Krebsfrüherkennung auf der Haut oder mit Sonden bei Darm- oder Gebärmutterhalskrebs. Bei operativen Eingriffen zur Entfernung von Tumorzellen kann die Grenze zwischen Tumorzellen und gesundem Gewebe sichtbar gemacht werden. Krebszellen unterscheiden sich von gesunden Körperzellen unter anderem durch ihren Wassergehalt.
Mit THz-Strahlen ist das Ausmaß einer Verbrennungskrankheit deutlich besser als mit bisherigen Methoden der Verbrennungsdiagnostik bestimmbar.
Durch die kohärente Messung von Terahertzpulsen kann die Dicke einer Probe bestimmt werden, indem die Zeitverzögerung beim Durchlaufen der Probe gemessen wird. Das THz-Spektrum liegt im Bereich vieler Vibrations- und Rotationsübergänge organischer Moleküle. Es erlaubt, zwischenmolekulare Bindungen von Molekülstrukturen in vivo zu untersuchen. Das Wissen um die dreidimensionale Molekülstruktur ist für viele biochemische Prozesse bedeutsam.
Zu den Risiken der Terahertzstrahlung gibt es erste Studien. Bedingt durch die ihre starke Absorption in Wasser kommt es zu lokalen Erwärmungen. An Zellkulturen fielen Einflüsse auf enzymatische Prozesse auf, dies lässt sich jedoch nicht unmittelbar auf den Menschen übertragen.

### Astronomie
Auch in der Astronomie eröffnet die Terahertzstrahlung neue Möglichkeiten. Der Nachweis einfacher chemischer Verbindungen wie Kohlenstoffmonoxid, Wasser, Cyanwasserstoff und vielen anderen ist durch Messung der Emissionen, die bei Rotationsübergängen der Moleküle entstehen, im Terahertzbereich möglich. Solche Instrumente (beispielsweise German Receiver for Astronomy at Terahertz Frequencies, Great) wurden in das fliegende Teleskop SOFIA eingebaut. Auch im Weltraumteleskop Herschel waren derartige Instrumente im Einsatz.

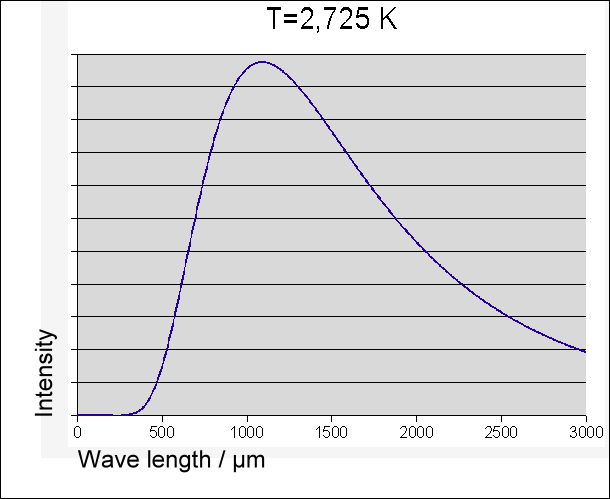
Hintergrundstrahlung für T = 2,725 K
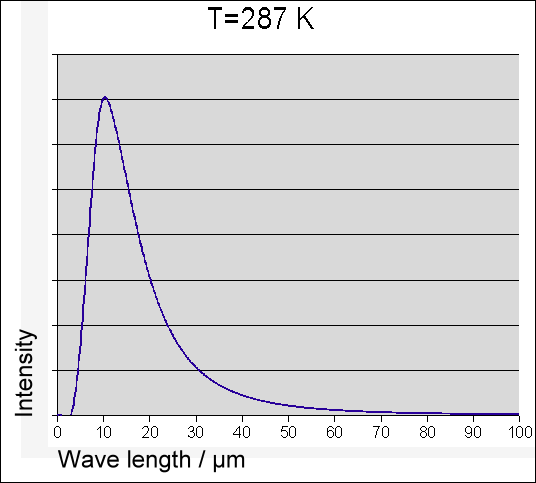
Wärmestrahlung eines Körpers mit Erdtemperatur von T = 287 K
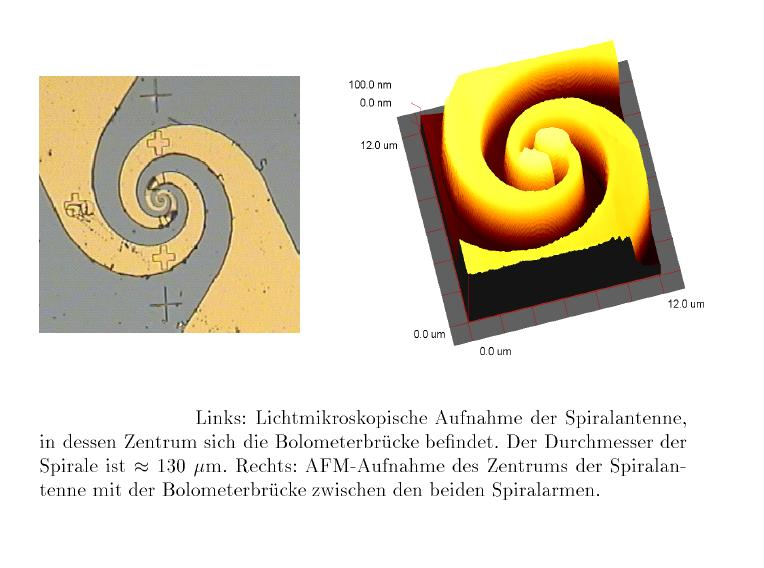
1,5-THz-Breitband-Spiralantenne für die Astronomie

### Zeitaufgelöste Messungen
Mittels Laseranregung (Femtosekundenpulse von n) von Halbleitern können Terahertzpulse im Sub-Picosekundenbereich erzeugt werden. Sie eignen sich zur Messung physikalischer oder chemischer Prozesse auf dieser Zeitskala. Ein Beispiel ist die Pump-Probe-Messung zur Untersuchung der Dynamik von Ladungsträgern in Halbleitern. Die Änderung der Transmission des Terahertzpulses wird gemessen in Abhängigkeit von der Zeit, die seit der Anregung verging.